# Brief (Einheit)
Mit Brief, auch mit Glufen bezeichnet, wurde ein Stückmaß für Steck- und Nähnadeln, aber auch für Haarnadel bezeichnet. Auch wurde als Brief  das Päckchen Tabak, unabhängig von der Tabaksorte, bezeichnet. Ein Viertel- bis ein Pfund Tabak in Papier verpackt und versiegelt war die Menge des Briefes.
- Nadeln 1 Brief = 100 bis 300 Stück Nadeln mehrreihig auf 1 Blatt Papier gesteckt